# Mombo (Bangem)
Ne doit pas être confondu avec Mombo.
Mombo est un village du Cameroun situé dans le département du Koupé-Manengouba et la Région du Sud-Ouest. Il fait partie de la commune de Bangem.

## Population
Lors du recensement de 2005, Mombo comptait 1 197 habitants.